# アンドリュー・リー・ポッツ
アンドリュー・リー・ポッツ（Andrew-Lee Potts、1979年10月29日 - ）はイギリスの俳優。

## 来歴
1979年10月29日にウェスト・ヨークシャー州ブラッドフォードで生まれる。姉のサラ・ジェーン＝ポッツは女優。
Leeds Performing Arts学校に通いミュージカルを始めた。その後イギリスで多くのテレビシリーズに出演した。ITVの恐竜SFドラマの『プライミーバル』にコナー・テンプル役で出演したことで知られる。2009年にはSyfyチャンネルプロデュースのドラマAliceに帽子屋役として出演した。

## 私生活
私生活では2008年に『プライミーバル』で共演したハンナ・スピアリットと婚約した。ハンナとは1997年に出会って交際を始めたものの、当時はハンナが音楽活動で多忙だったため破局した。その後『プライミーバル』の撮影をきっかけにハンナとの交際を再びはじめ、2011年に『プライミーバル』第5章が終了した後に結婚予定だったが、破局したことを2013年10月8日にアンドリューが自身のTwitterで告白した。

## 出演作品
映画
- ニュー・イヤーズ・デイ 約束の日 (2001)
- ザ・バンカー 巨大地下要塞 (2001)
- ザ・サバイバー 漂流者(2002)
- ハイスピード・バトル (2002)
- ハイスピードレーサー (2002）
- デッド・フィッシュ (2004)
- アイス・ハザード (2004)
- TATARI タタリ/呪いの館 (2007)
- レッド・ミスト（2008）
- セクター5(2012)

テレビシリーズ
- Ideal (2005-2009)
- プライミーバル (2007-2009)
- Alice (2009）
- ジュラシック・ニューワールド (2012-2013)